# Mercedes Aktiengesellschaft Holding

Sammelaktie, 2000 × 50 DM der Mercedes-Automobil-Holding AG vom Januar 1976

Die Mercedes Aktiengesellschaft Holding (bei Gründung: Mercedes-Automobil Holding AG) war eine im Jahr 1975 gegründete Zwischenholding zur Übernahme eines Aktienpakets von 25,23 % an der Daimler-Benz AG von Friedrich Karl Flick. Die Gesellschaft wurde bereits nach 18 Jahren durch Verschmelzung auf die Daimler-Benz AG im Jahr 1993 wieder aufgelöst.

## Geschichte
Bereits in den frühen 1950er Jahren hatte Friedrich Flick ein größeres Aktienpaket an Daimler-Benz erworben. Mit Hilfe der Deutschen Bank entstand hieraus eine Schachtelbeteiligung, wobei sich Flick schriftlich verpflichtete, bei einem Verkauf die Bank wieder einzuschalten. Sein Sohn Friedrich Karl Flick hatte Anfang der 1970er Jahre die anderen Erben ausbezahlt. Nachdem 1974 die Familie Quandt ihre Daimler-Benz-Beteiligung von 14 % an das Scheichtum Kuwait veräußert hatte, nahm man bei Flick Kontakte zum Iran auf und konfrontierte Anfang 1975 die Deutsche Bank mit der Verkaufsabsicht des Gesamtpaketes von 39 % im Wert von ca. 3 Mrd. DM. Um eine Majorisierung durch einen ausländischen Aktionär und damit einen wesentlichen Verlust des eigenen Einflusses aus dem eigenen Aktienpaket von 28 % zu vermeiden, sagte die Deutsche Bank die Übernahme eines Paketes von rund 29 % zu.
Die Deutsche Bank ihrerseits suchte einen Weg, dieses umfangreiche Paket im Markt zu platzieren. Einen Teil der Aktien von ca. 4 % veräußerte sie direkt im Markt. Für die übrigen Anteile von 25,23 % bildete man als Vorschaltgesellschaft die Mercedes-Automobil-Holding AG, an der wiederum mehrstufig mehrere Vorschaltgesellschaften beteiligt waren. Auf diese Weise konnte die Bank das Paket im Wert von rund 1,8 Mrd. DM gestückelt an eine Gruppe von institutionellen Investoren platzieren. Die Konstruktion einschließlich der steuerfreien Übertragung des Veräußerungsgewinns bei Flick nach § 6b EStG hatte man sich ausdrücklich durch das Finanzministerium (Staatssekretär Rainer Offergeld) genehmigen lassen. Die Anzahl der Mercedes-Aktien entsprach dabei 1:1 der Anzahl der von der Holding gehaltenen Daimler-Benz-Aktien. Dennoch lag der Kurs der Aktie regelmäßig 10–20 % unter dem von Daimler-Benz.
Nachdem Daimler-Benz mit der AEG und MBB sich in Bereichen auch außerhalb der Automobilindustrie engagiert hatte, wurde die Gesellschaft in den 1980er Jahren in Mercedes Aktiengesellschaft Holding umbenannt. Die Konstruktion wurde 1993 aufgelöst, indem die Mercedes-Holding auf die Daimler-Benz AG verschmolzen wurde. Im Zuge der Verschmelzung kam es zu öffentlichem Aufsehen, weil der damalige Vorsitzende der IG Metall, Franz Steinkühler, als Aufsichtsrat von Daimler-Benz durch Erwerb von Mercedes-Aktien kurz vor der Verschmelzung einen Spekulationsgewinn von 160.000 DM erzielt hatte. Die Eintragung der Verschmelzung erfolgte am 15. März 1994.